# 黒崎輝
黒崎 輝（くろさき ひかる、1962年1月31日 - ）は、日本の元俳優・元歌手、実業家。本名は、黒崎 誠輝（くろさき せいき）。
大阪府出身。ジャパンアクションクラブ（JAC）を経て、鹿賀乃屋に所属していた。

## 来歴・人物
子供のころ、TBS『キイハンター』の再放送を見て千葉真一の大ファンになり、1978年にJACに入団。初めての役は『スパイダーマン』（東京12チャンネル）の戦闘員ニンダーだった。
1980年、テレビドラマ『柳生あばれ旅』（テレビ朝日）にて俳優デビュー。1981年からは芸名を「黒崎 輝」とし、1983年にJACオールスター出演の映画『伊賀野カバ丸』（東映）で初主演を果たす。特にコミカルな演技に冴えを見せ、翌年（1984年）には『コータローまかりとおる!』で再び主演を務め、和製ジャッキー・チェン、ポスト真田広之として期待されていた。歌手としても活動しており、主演した映画作品では主題歌を歌うこともあった。そのころに、真田や千葉や志穂美悦子と共演することが多かった。
1985年、特撮テレビドラマ『巨獣特捜ジャスピオン』（テレビ朝日）で主演。ジャスピオンの変身ポーズは、黒崎自身のアイディアが採用されたものだった。ジャスピオンの役作りについて、監督の小笠原猛から「三枚目になりすぎていて、アクションの時と同一人物に見えない」と注意されたことがあり、黒崎自身も「二枚目のようだけど、その条件には少しズレていて、それでいてバカとは違うほどほどさが三枚目にはあると思うんです。その味を出すのは、すごく難しいですね」と語っている。
1992年にJACを退団。それに伴い、「宮沢 風太郎」（みやざわ ふうたろう）の芸名で『振り返れば奴がいる』（フジテレビ）などのテレビドラマに端役で出演していたが、ほどなく旧芸名に戻したのち、1995年末までに俳優を引退。
趣味は、ベルトのバックル収集。特技は、テニス、ジャズダンス、スキー、乗馬。好きな色は、ブラウン、白。
引退後、女優の飛鳥裕子と結婚（交際のきっかけは『超電子バイオマン』での共演）。下北沢でのバー経営を経て1998年、沖縄県本部町でダイビングショップ「マザー・アース」を夫婦で設立、経営していたが、かねてから親交が深い柴原孝典のブログによると、2011年12月に妻と死別。
2018年8月11日放送の『陸空海 地球征服するなんて』において「ブラジルで一番有名な日本人」として（『巨獣特捜ジャスピオン』の主役の）黒崎が選ばれた。

## 出演

### テレビドラマ
- スパイダーマン（1978年 - 1979年、12ch） - ニンダー
- スーパー戦隊シリーズ（ANB）
  - バトルフィーバーJ（1979年 - 1980年） - カットマン
  - 電子戦隊デンジマン（1980年 - 1981年） - ダストラー
  - 超電子バイオマン 第35話「6番目の男」、第36話「変身ボーイ」（1984年、ANB） - 山守正太
- 影の軍団シリーズ（KTV）
  - 服部半蔵 影の軍団（1980年） ※スタントマンとしての出演の他、第15話では阿里助役で出演。
  - 影の軍団II（1981年） - 小六
  - 影の軍団III（1982年） - むささびの隼太
  - 影の軍団IV→影の軍団 幕末編（1985年） - 隼太
- 柳生あばれ旅シリーズ（ANB）
  - 柳生あばれ旅（1980年 - 1981年） - 阿里助
  - 柳生十兵衛あばれ旅（1982年 - 1983年） - 阿里助
- 水曜ロードショー特別企画 / 素晴らしきサーカス野郎（1984年、NTV） - 日下正雄
- 月曜ドラマランド / 仮面の忍者 赤影（1985年、CX） - 主演・赤影
- 巨獣特捜ジャスピオン（1985年 - 1986年、ANB） - 主演・ジャスピオン
- 銀河テレビ小説 / 下町三人娘（1986年、NHK）
- 火煙高田馬場（1987年、NTV）
- 若大将天下ご免! 第8話「連れて逃げてよ恋十手!」（1987年、ANB） - 秀次
- 必殺シリーズ（ABC）
  - 必殺仕事人V・風雲竜虎編 第9話「八百人目の恋は悲恋!」（1987年） - 銀次
  - お待たせ必殺ワイド 仕事人vs秘拳三日殺し軍団 主水、競馬で大穴を狙う!?（1988年） - 勝田武之進
- 傑作時代劇 / 忠臣蔵異聞 生きていた吉良上野介（1987年、ANB） - 寺坂吉右衛門
- TBS大型時代劇スペシャル（TBS）
  - 徳川家康（1988年） - 服部半蔵
  - 織田信長（1989年） - 木下藤吉郎
  - 源義経（1990年） - 常陸坊海尊
  - 天下を獲った男 豊臣秀吉（1993年） - 前野長康
- シリーズ・男の決断 / ザ・ディーラー（1988年、ANB）
- 男たちの激突!（1988年、CX）
- 続・三匹が斬る! 第6話「御神水、飲んで飲まれて悪徳商売」（1989年、ANB） - 千太
- 長七郎江戸日記II 第54話「奇妙な息子」（1989年、NTV） - 卯之吉
- 月曜・女のサスペンス / 見知らぬ乗客 寝台急行まりもの女（1989年、TX）
- ゴリラ・警視庁捜査第8班 第29話「明日に向かって走れ」（1989年、ANB） - リョウヘイ（小泉良平）役
- 木曜ゴールデンドラマ / 風の棲む家（1989年、YTV）
- 神谷玄次郎捕物控（1990年、CX） - 直吉
- 土曜ワイド劇場 / 結婚プロデューサー・麻美礼子の犯罪カタログ 玉の輿殺人事件（1990年、ANB） - 関場警部補
- 代表取締役刑事 第39話「勇気ある追跡」（1991年、ANB）
- はぐれ刑事純情派V 第16話「死体なき殺人 裸足で逃げた女」（1992年、ANB） - 神崎
- 振り返れば奴がいる（1993年、CX） - 山村忠光
- はだかの刑事 第20話「殉職・新たな挑戦」（1993年、NTV）
- 火曜サスペンス劇場 / 弁護士・高林鮎子13 北斗星1号複合の接点（1993年、NTV） - 上島邦男
- ララバイ刑事'93 第17話「さらば愛しの警部!!命ありがとう」（1993年、ANB） - 黒田勝昭

### 映画
- 戦国自衛隊（1979年、東映） - 騎馬武者
- 吼えろ鉄拳（1981年、東映） - テツ
- 燃える勇者（1981年、東映） - 三浦勝
- 伊賀野カバ丸（1983年、東映） - 主演・カバ丸
- コータローまかりとおる!（1984年、東映） - 主演・新堂功太郎
- ねずみ小僧怪盗伝（1984年、松竹） - 甚六
- 瀬戸内少年野球団・青春篇 最後の楽園（1987年、日本ヘラルド映画） - 不破二郎
- ダウンタウン・ヒーローズ（1988年、松竹） - 炊事委員
- リメインズ 美しき勇者たち（1990年、松竹） - サブ
- BEST GUY（1990年、東映） - 立石隼

### オリジナルビデオ
- 紫陽花のころ（1993年、大阪市教育委員会） - 主演

### 演劇
- JAC公演
  - スタントマン物語（1981年）
  - 柳生十兵衛 魔界転生（1981年）
  - ゆかいな海賊大冒険（1982年・1983年） - ヨナタン王子
  - ゆかいな海賊大冒険（1984年） - ヨナタン王子、ナンダ[注釈 2]
  - 酔いどれ公爵（1985年） - ポルクス王子
  - スタントマン愛の物語（1986年）
  - アドベンチャー青春の出発（1986年）
- Black JAC公演
  - マグニチュードイレブン（1984年）
  - 俺っちのアウトロー（1985年）
- 天守物語（1985年、日生劇場）
- キネマの天地（1986年、日生劇場）
- バルセロナ物語（1991年 - 1992年、日生劇場）

### ラジオ
ジャンピングジャック青春広場(1985年〜KBS京都)

### その他
- 出没!アド街ック天国『沖縄リゾート』（2004年7月3日） - 引退後に経営するダイビングショップが紹介され、飛鳥裕子とともに登場[8]。

## 音楽
※　すべてCBS・ソニーから発売。

### シングル
| 発売年 | 規格 | 規格品番  | 面 | 題名                  | 作詞     | 作曲     | 編曲               | 備考                                                                     |
| ------ | ---- | --------- | -- | --------------------- | -------- | -------- | ------------------ | ------------------------------------------------------------------------ |
| 1983年 | EP   | 07SH-1370 | A  | 青春まるかじり        | 阿久悠   | 小杉保夫 | 井上堯之、甲斐正人 | 映画『伊賀野カバ丸』主題歌、「黒崎輝 協力 高木淳也・真田広之」名義       |
| 1983年 | EP   | 07SH-1370 | B  | おもしろYOU惑         | 阿久悠   | 小杉保夫 | 井上堯之、甲斐正人 |                                                                          |
| 1983年 | EP   | 07SH-1423 | A  | 妹たちよ              | 売野雅勇 | 芳野藤丸 | 鷺巣詩郎           |                                                                          |
| 1983年 | EP   | 07SH-1423 | B  | 優しいだけじゃない    | 売野雅勇 | 芳野藤丸 | 鷺巣詩郎           |                                                                          |
| 1984年 | EP   | 07SH-1517 | A  | 純愛ダイナマイト      | 売野雅勇 | 芹澤廣明 | 芹澤廣明           | 映画『コータローまかりとおる!』主題歌、「黒崎輝&ジャックブラザーズ」名義 |
| 1984年 | EP   | 07SH-1517 | B  | 炎の時代              | 売野雅勇 | 芹澤廣明 | 芹澤廣明           |                                                                          |
| 1985年 | EP   | 07SH-1619 | A  | 半歩ゆずってGO-INに！ | SHOW     | 小杉保夫 | 鷺巣詩郎           | 月曜ドラマランド『仮面の忍者 赤影』主題歌                                |
| 1985年 | EP   | 07SH-1619 | B  | 太陽の季節            |          |          |                    |                                                                          |
| 1986年 | EP   | 07SH-1751 | A  | 果てしないジェラシー  | 売野雅勇 | 中村佑介 | 甲斐正人           |                                                                          |
| 1986年 | EP   | 07SH-1751 | B  | 風に吹かれて          | 売野雅勇 | 中村佑介 | 甲斐正人           |                                                                          |

### アルバム
| 1984年 | LP  | 28AH-1753                | 伝説（うわさ）のヒーロー \| 面 \| No. \| タイトル \| 作詞 \| 作曲 \| 編曲 \| \| -- \| --- \| ------------------------ \| -------- \| -------- \| ------------------ \| \| A \| 1 \| 伝説（うわさ）のヒーロー \| 山本伊織 \| 中村佑介 \| 大谷和夫 \| \| A \| 2 \| 炎の時代 \| 売野雅勇 \| 芹澤廣明 \| 芹澤廣明 \| \| A \| 3 \| 純愛ダイナマイト \| 売野雅勇 \| 芹澤廣明 \| 芹澤廣明 \| \| A \| 4 \| 誰よりも \| 三浦徳子 \| 小杉保夫 \| 大谷和夫 \| \| A \| 5 \| CHOHATSU 硬派 \| 山本伊織 \| 中村佑介 \| 大谷和夫 \| \| B \| 1 \| 青春まるかじり \| 阿久悠 \| 小杉保夫 \| 井上堯之、甲斐正人 \| \| B \| 2 \| ひげとほほえみ \| \| \| \| \| B \| 3 \| 妹たちよ \| 売野雅勇 \| 芳野藤丸 \| 鷺巣詩郎 \| \| B \| 4 \| おもしろYOU惑 \| 阿久悠 \| 小杉保夫 \| 井上堯之、甲斐正人 \| \| B \| 5 \| 優しいだけじゃない \| 売野雅勇 \| 芳野藤丸 \| 鷺巣詩郎 \| |          |                    |
| 1984年 | CT  | 28KH-1490                | 伝説（うわさ）のヒーロー \| 面 \| No. \| タイトル \| 作詞 \| 作曲 \| 編曲 \| \| -- \| --- \| ------------------------ \| -------- \| -------- \| ------------------ \| \| A \| 1 \| 伝説（うわさ）のヒーロー \| 山本伊織 \| 中村佑介 \| 大谷和夫 \| \| A \| 2 \| 炎の時代 \| 売野雅勇 \| 芹澤廣明 \| 芹澤廣明 \| \| A \| 3 \| 純愛ダイナマイト \| 売野雅勇 \| 芹澤廣明 \| 芹澤廣明 \| \| A \| 4 \| 誰よりも \| 三浦徳子 \| 小杉保夫 \| 大谷和夫 \| \| A \| 5 \| CHOHATSU 硬派 \| 山本伊織 \| 中村佑介 \| 大谷和夫 \| \| B \| 1 \| 青春まるかじり \| 阿久悠 \| 小杉保夫 \| 井上堯之、甲斐正人 \| \| B \| 2 \| ひげとほほえみ \| \| \| \| \| B \| 3 \| 妹たちよ \| 売野雅勇 \| 芳野藤丸 \| 鷺巣詩郎 \| \| B \| 4 \| おもしろYOU惑 \| 阿久悠 \| 小杉保夫 \| 井上堯之、甲斐正人 \| \| B \| 5 \| 優しいだけじゃない \| 売野雅勇 \| 芳野藤丸 \| 鷺巣詩郎 \| |          |                    |
| 面     | No. | タイトル                 | 作詞 | 作曲     | 編曲               |
| A      | 1   | 伝説（うわさ）のヒーロー | 山本伊織 | 中村佑介 | 大谷和夫           |
| A      | 2   | 炎の時代                 | 売野雅勇 | 芹澤廣明 | 芹澤廣明           |
| A      | 3   | 純愛ダイナマイト         | 売野雅勇 | 芹澤廣明 | 芹澤廣明           |
| A      | 4   | 誰よりも                 | 三浦徳子 | 小杉保夫 | 大谷和夫           |
| A      | 5   | CHOHATSU 硬派            | 山本伊織 | 中村佑介 | 大谷和夫           |
| B      | 1   | 青春まるかじり           | 阿久悠 | 小杉保夫 | 井上堯之、甲斐正人 |
| B      | 2   | ひげとほほえみ           | |          |                    |
| B      | 3   | 妹たちよ                 | 売野雅勇 | 芳野藤丸 | 鷺巣詩郎           |
| B      | 4   | おもしろYOU惑            | 阿久悠 | 小杉保夫 | 井上堯之、甲斐正人 |
| B      | 5   | 優しいだけじゃない       | 売野雅勇 | 芳野藤丸 | 鷺巣詩郎           |